# Habitat Proiect
Habitat Proiect Iași este o companie de arhitectură și proiectări în construcții din România.
Compania a fost înființată în 1965, sub numele ICPROM.
Până în 1990, ICPROM s-a aflat în subordinea fostului Consiliu Popular Județean, ca instituție cu autofinanțare.
În anul 1991, prefectul Dan Gilea a aprobat, cererea conducerii ICPROM de a transforma institutul în societate comercială.
În 1997, Habitat Proiect a fost acționat în instanță de Consiliul Județean Iași, acesta cerând declararea nulității deciziei lui Gilea.
În decembrie 2000, Curtea de Apel a constatat nulitatea absolută a deciziei din 1991 a prefectului Dan Gilea, considerând că Prefectura și-a depășit atribuțiile atunci când a aprobat înființarea SC Habitat Proiect.
În anul 1995, în ciuda împotrivirii FPS, Agenția Națională de Privatizare a trecut Habitat Proiect pe lista privatizării în masă, 60 la sută din acțiunile sale fiind distribuite gratuit persoanelor fizice.
Restul acțiunilor au rămas în posesia FPS.
Ulterior, acțiunile Habitat Proiect distribuite cu titlu gratuit au fost scoase la vânzare pe piața de capital, ele fiind achiziționate aproape în totalitate de firma mixtă româno-belgiană TGH SRL, al cărei reprezentant român este Gheorghe Pleșu, totodată și consilier județean UFD.
În vara anului 1999, aceasta a devenit acționarul majoritar al institutului.
În iunie 2004, Gheorghe Pleșu a cumpărat de la Autoritatea de Valorificare a Activelor Statului pachetul de 39,89% din capitalul social al companiei, pentru suma de 82.000 de euro.
Gheorghe Pleșu este și membru PSD.
Habitat Proiect a avut în 2007 o cifră de afaceri de cinci milioane de lei și un profit net de 804.000 lei, realizat în totalitate din închirierea spațiilor situate în clădirea societății din Copou.
În anul 2009, compania a obținut o cifră de afaceri de 4,9 milioane lei.